# 塔鄒達龍屬
塔鄒達龍屬（屬名：Tazoudasaurus）是蜥腳下目火山齒龍科恐龍的一屬，化石發現於摩洛哥亞特拉斯山脈的Toundoute逆掩斷層，年代為早侏儸紀。塔鄒達龍的化石是在2004年由Ronan Allain等人所發現，位於岩屑沉積層內，包含一個部份成年骨骸與相關的部份幼年個體。
塔鄒達龍的屬名是以發現地點Tazouda為名，而種名在阿拉伯語中意為「修長的」，意指以蜥腳下目而言，塔鄒達龍的身體很小。
塔鄒達龍的身長為9公尺，擁有相當原始的特徵，例如類似基础蜥腳形亞目的下頜、擁有小齒的匙狀牙齒、缺乏更衍化蜥腳下目的U形頜部聯合處。牙齒有V形磨損痕跡，顯示牙齒的嚙合，以及火山齒龍科在進食時於嘴部處理食物。頸部靈活，擁有延長的頸椎，缺乏側腔，但背椎與尾椎更為硬挺。塔鄒達龍的化石為目前所發現最完整的侏儸紀早期蜥腳下目化石，早侏儸紀的地層很少露出地表。塔鄒達龍的近親為火山齒龍，兩者的差別在於尾椎，塔鄒達龍也有其他屬於非真蜥腳類的特徵。